# فريدريك وندغرين
فريدريك وندغرين (بالسويدية: Fredrik Lundgren)‏ (26 أكتوبر 1979 السويد - ) هو لاعب كرة قدم سويدي، يلعب كلاعب وسط، لعب 97 مباراة وسجل 30 هدف.

## مسيرته

### مسيرته مع الأندية
- 1996 - 1998 لعب مع Torslanda IK [الإنجليزية]‏ 44 مباراة سجل خلالها 10 أهداف.
- 1999 - 2012 لعب مع غايس غوتنبرغ 53 مباراة سجل خلالها 20 هدف.

## روابط خارجية
- فريدريك وندغرين على موقع اتحاد السويد (السويدية)
- فريدريك وندغرين على موقع قاعدة بيانات كرة القدم.إي يو (الإنجليزية)
- فريدريك وندغرين على موقع عالم كرة القدم.نت (الإنجليزية)